# Majkat
En majkat eller majmånedskat er en person, der bliver narret enten den 1. maj eller den 31. maj. Begrebet svarer altså til en aprilsnar, men er i modsætning hertil gammeldags og gået af brug.
Skikken hænger sammen med, at en kat, der blev født i maj, der også blev kaldt en majkat eller majmånedskat, ifølge folketroen havde et dårligt syn og derfor ikke var i stand til at fange mus ordentligt.